# Edificio Guardacostas
El Edificio Guardacostas es la sede de la Prefectura Naval Argentina, que funcionó en distintos momentos del pasado como Ministerio de Marina, y Ministerio de Cultura y Educación. Se encuentra en la calle Teniente General Juan Domingo Perón, entre las avenidas Eduardo Madero y Alicia Moreau de Justo, en el barrio de Puerto Madero, Buenos Aires, Argentina.

## Historia
La Capitanía General de Puertos (antecedente de la actual Prefectura Naval Argentina) fue creada en 1896 bajo dependencias de la Armada Real Española. Su primera sede, el edificio de la Capitanía construido entre 1874 y 1876 por Carlos Kihlberg, quedó chica con el paso de los años y el crecimiento de la institución, con lo cual sus oficinas tuvieron que trasladarse a distintos edificios alquilados. En la década de 1920, y ya bajo dependencias de la Marina de Guerra Argentina, la Prefectura reclamaba la construcción de la sede propia, solicitando el terreno situado en el cruce de la Avenida Madero y la calle Cangallo (hoy Tte. Gral. Perón), que en ese momento ocupaba la casilla de la Prefectura de Zona, y en la cual, se proyectaba el emplazamiento de dos edificios simétricos destinados a las sedes del Ministerio de Guerra y del Ministerio de Marina.
Finalmente, el decreto 9060 del 27 de abril de 1945 adjudicó las obras de construcción; las cuales comenzaron en ese mismo junio, cuando era presidente (de facto) el general Edelmiro Farrell, y finalizaron a fines de 1949. Sin embargo, una vez terminado, el edificio fue asignado a la Secretaría de Marina, que se instaló en noviembre de ese año, seguida por el Comando de Operaciones Navales y el Estado Mayor General de la Armada. Mientras tanto, la Prefectura recibió un edificio en la Avenida Corrientes 672, construido originalmente como sede del Diario Deutsche La Plata Zeitung.El 16 de junio de 1955 se produce el Bombardeo de la Plaza de Mayo donde un grupo de militares opositores al gobierno del presidente Juan Domingo Perón intentaron asesinarlo y desalojar al gobierno constitucional mediante golpe de Estado. Varios escuadrones de aviones pertenecientes a la Aviación Naval, bombardearon y ametrallaron con munición aérea de 30 mm, la Plaza de Mayo y la Casa Rosada, el edificio de la CGT, el Palacio de Hacienda y otros edificios, entre ellos el Guardacostas.
Luego de producirse el golpe de Estado de septiembre de 1955, la nueva sede de la Prefectura fue el edificio de Avenida Paseo Colón 533, antes Instituto Nacional de Acción Social.
Posteriormente, en mayo de 1965, por medio de una resolución del Secretario de Marina, se autorizó a la a ocupar el edificio. Pero, en enero de 1968, el comandante en jefe de la Armada (de quien dependía en ese entonces la Prefectura) comunicó que el presidente (de facto) General Juan Carlos Onganía había expresado la voluntad de ceder el inmueble a otra área ministerial.
La Prefectura recibió entonces el edificio de la Escuela de Infantería de Marina (otra área del Comando en Jefe de la Armada), que se encontraba en la Av. Paseo Colón 560. En cambio, la sede pensada para la Prefectura fue asignada el Ministerio de Cultura y Educación, que la ocupó hasta que en mayo de 1975 se firmó un compromiso para entregarla a su original destinatario. El golpe de Estado de marzo de 1976 pospuso el hecho.
En noviembre de 1978, de forma definitiva, el ministro de Cultura y el Prefecto Nacional Marítimo acordaron la entrega del edificio de Cangallo y Av. Eduardo Madero, al tiempo que debía ser liberado el de la Av. Paseo Colón. Finalmente, el Edificio Guardacostas fue ocupado formalmente el 29 de octubre de 1979.

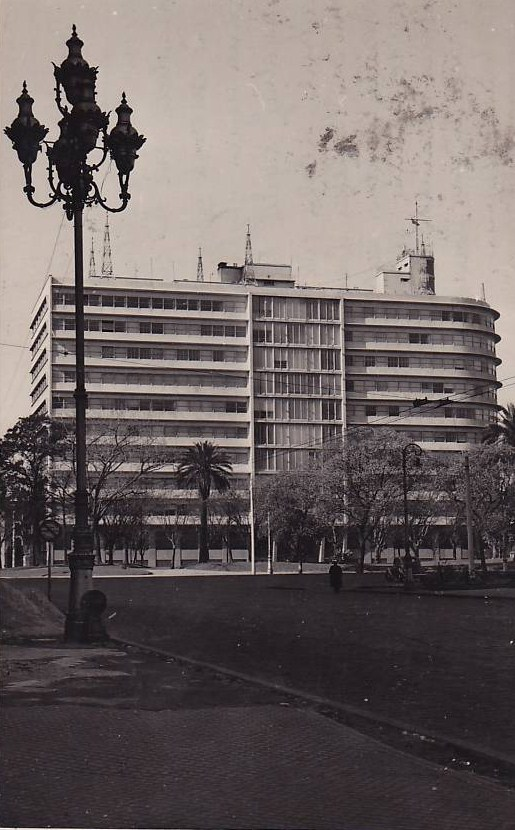
Vista del edificio hacia 1957.

## Descripción del edificio
El Edificio Guardacostas es un ejemplo de arquitectura racionalista de los años 1940 en la Argentina, un período en donde se sintió una fuerte influencia del diseño naval, impulsado por algunas figuras innovadoras como Le Corbusier, quien para imponer la racionalidad y modernidad en la arquitectura, enalteció y elogió la funcionalidad de los grandes transatlánticos, tomando de paso elementos característicos como las ventanas redondas, las barandas redondeadas de hierro o las formas también curvas de sus torres de control. Esta influencia generó tanto un estilo conocido hoy como streamline moderne como un período en la arquitectura de Argentina en donde la modernidad fue reemplazando a la vieja escuela academicista por medio de este “racionalismo naval” que se ve en numerosos edificios de Buenos Aires. En el caso del Edificio Guardacostas, se destaca especialmente la forma curva de resolver la ochava y el volumen vertical sobre la azotea, también de formas redondeadas y revestido por grandes ventanales. Sin embargo, un detalle ornamental que contradice a la sobriedad general del edificio son sus puertas de bronce, que presentan relieves con motivos y personajes relativos al mar y a las actividades que se desarrollan en él.
Posee dos subsuelos, planta baja y nueve pisos altos, comunicados mediante 11 ascensores de uso público y 2 privados (para rangos superiores). El subsuelo fue concebido para alojar personal, calabozos, una sala de armas y las salas de máquinas de la calefacción y refrigeración. Cuenta siempre con una guardia de agentes de la Prefectura Naval Argentina tanto como en el exterior como en el interior y vehículos y motos.